# Villaines-la-Gonais
Villaines-la-Gonais là một xã trong tỉnh Sarthe ở tây bắc nước Pháp. Xã này có diện tích 10,4 km².